# Ludwig-Noll-Krankenhaus
Das Ludwig-Noll-Krankenhaus ist eine in Kassel (Hessen, Deutschland) ansässige Psychiatrische Klinik des Klinikums Kassel, die nach dem anthroposophischen Arzt Ludwig Noll benannt ist.

## Geschichte
Die Geschichte der Einrichtung reicht bis ins 19. Jahrhundert zurück. Auf dem am südlichen Stadtrand von Kassel gelegenen Areal der „Neuen Mühle“ wurde damals eine Anstalt zur Unterbringung psychisch Kranker eingerichtet. Diese diente mit Unterbrechungen bis zum Zweiten Weltkrieg ihrem Zweck. Von 1936 bis 1939 wurde die Anstalt als „Sanatorium Neue Mühle“ von Kurt Westphal (1902–1939) geleitet, der am 26. Juni 1934 in Marburg seine Habilitation erhielt. Westphal gehörte als Sturmbannarzt der SA und der NSDAP an. Während des Zweiten Weltkriegs befand sich in den Gebäuden das Reserve-Lazarett II Kassel der Wehrmacht.
1965 gründete sich der Verein „Ludwig-Noll-Krankenhaus e.V.“, welcher sich zum Ziel setzte, die leer stehenden Gebäude der ehemaligen Psychiatrischen Anstalt „Neue Mühle“ für den Aufbau eines Allgemeinkrankenhauses nach den Grundsätzen der anthroposophischen Medizin zu nutzen. Mit der Namensgebung sollte an den Kasseler Arzt Ludwig Noll erinnert werden. Noll gehörte zum Freundes- und Mitarbeiterkreis des Begründers der anthroposophischen Bewegung Rudolf Steiner und arbeitete an der Entwicklung von Naturheilmitteln und der anthroposophischen Heilkunde mit. Zugleich sollte mit dieser neuen Benennung der in der Kasseler Bevölkerung verankerte schlechte Ruf der „Neuen Mühle“ beseitigt und eine neue Sicht auf psychiatrische Hilfsangebote als etwas Positives und Wertvolles vermittelt werden.
Die 1967 eröffnete neue Klinik besaß zunächst zwei Belegabteilungen für Innere Medizin und Neurologie/Psychiatrie, in denen anthroposophisch und naturheilkundlich arbeitende niedergelassene Ärzte ihre Patienten ambulant und stationär behandeln konnten. Der medizinische Schwerpunkt lag auf dem Gebiet der Behandlung von Alterserkrankungen.
Im Rahmen einer neuen Bettenbedarfsplanung für Kassel entschieden die Verantwortlichen 1972, das Krankenhaus künftig wieder als psychiatrische Klinik zu nutzen. 1978 begann mit der Berufung des Psychiaters Johannes Kipp zum Leitenden Arzt der Klinik die Umstrukturierung. Die bestehende internistische Abteilung mit zuletzt noch 34 Betten wurde 1984 aufgelöst. Die verbliebenen 94 Betten werden seitdem ausschließlich für Psychiatriepatienten genutzt. Im Folgejahr übernahm die Klinik die Pflichtversorgung für einen Teil des Kasseler Stadtgebiets.
Am 1. Januar 1986 gab der Verein die Trägerschaft des Krankenhauses an die damaligen Städtischen Kliniken ab. Diese wurden 1992 mit weiteren kommunalen Einrichtungen des Gesundheitswesens zum Klinikum Kassel vereinigt. Der inzwischen eingebürgerte Name „Ludwig-Noll-Krankenhaus“ wird jedoch weiterhin beibehalten.

## Gegenwart
Das Krankenhaus erfüllt als Teil des Klinikums Kassel die Pflichtversorgung für 2/3 des Stadtgebietes von Kassel (Stadtbezirke: Süd, Mitte, West, Ost, Nord-Ost). Bürger aus diesen Bezirken haben bei der Aufnahme Vorrang. Eine Versorgungsverpflichtung tritt auch dann ein, wenn eine Einweisung nach dem Hessischen Freiheitsentziehungsgesetz oder nach dem Betreuungsgesetz vorliegt.
Als Klinik mit gemeindepsychiatrischem Konzept ist sie für alle akuten und chronischen psychischen Erkrankungen für Erwachsene zuständig und bietet die entsprechenden psychiatrischen und psychotherapeutischen Therapiemöglichkeiten an. Sie verfügt am Standort Dennhäuser Straße über fünf Pflegestationen mit insgesamt 94 Betten. Für Mütter, die nach der Geburt eines Kindes an einer postpartalen Psychose erkrankt sind, ist eine Aufnahme gemeinsam mit Säuglingen möglich. 2009 wurde eine Station zur qualifizierten Entzugsbehandlung bei Alkohol-, Medikamenten- und Drogenabhängigkeit mit 14 stationären Behandlungsplätzen eingerichtet. Weiter gibt es eine allgemeinpsychiatrische Tagesklinik, eine Institutsambulanz für Psychiatrie und Psychotherapie und eine spezielle ADHS-Ambulanz.

## Gebäude
Das Klinikareal befindet sich in einem parkähnlichen Gelände am südlichen Stadtrand von Kassel in der Nähe der Fulda. Genutzt werden zwei ältere Gebäude, in welchen sich die Stationen befinden sowie ein moderner Flachbau mit Büroräumen für die Verwaltung sowie die Bereiche Ergotherapie, Krankengymnastik, Kunsttherapie und Psychologische Diagnostik. Hinzu kommt das für ergo- und bewegungstherapeutische Behandlungen genutzte Waldhaus, ein weiterer Gebäudeteil für die Institutsambulanz und die Tagesklinik.
Einen zweiten Standort gibt es auf dem Campus des Klinikums Kassel in der Mönchebergstraße mit einem Gerontopsychiatrischen Zentrum, einer Tagesklinik für Psychogeriatrie sowie einem Konsiliar- und Krisendienst für Psychiatrie und Psychosomatik. Dort ist auch ein psychoonkologischer Spezialdienst angesiedelt.